# Capitoli di Negima

Copertina del primo volume dell'edizione italiana Star Comics

Questa è la lista dei capitoli di Negima: Magister Negi Magi, manga di Ken Akamatsu. La serie è stata pubblicata dalla casa editrice Kōdansha sul Weekly Shōnen Magazine e raccolta in 38 tankōbon usciti tra il 17 luglio 2003 e il 17 maggio 2012.
L'opera è stata pubblicata in Italia in un primo tempo dalla Play Media Company sulla rivista-contenitore Yatta! al ritmo di uno o due capitoli al mese, al contrario dell'uscita settimanale di ogni capitolo in Giappone. Da fine marzo 2007 la Play Media Company ha cominciato a raccogliere la serie in volumi mensili, ma ha bruscamente interrotto la pubblicazione della serie dopo l'uscita dell'undicesimo volume, datato marzo 2008. Successivamente la serie è stata acquisita da Star Comics, che ne ha riavviato la pubblicazione integrale a partire da aprile 2010 per concluderla a maggio 2014. La serie è anche pubblicata da DelRey prima e Kōdansha poi negli USA e dalla Pika Édition in Francia.
Nell'elenco seguente vengono indicate le date di uscita dei volumi in Giappone e in Italia. Per l'edizione italiana si è preso in considerazione solo la versione Star Comics.

## Volumi 1-10
| Nº | Titolo italiano Giapponese 「Kanji」 - Rōmaji | Data di prima pubblicazione          | Data di prima pubblicazione |
| Nº | Titolo italiano Giapponese 「Kanji」 - Rōmaji | Giapponese                           | Italiano                    |
| 1  | Negima: Magister Negi Magi 「Mahō Sensei Negima —魔法先生ネギま!」 | 17 luglio 2003 ISBN 4-06-363268-7    | 8 aprile 2010               |
| 1  | Capitoli - 001. Il giovane professore mago (お子ちゃま先生は魔法使い!?, Oko-chama sensei wa mahōtsukai!) - 002. Panico in biblioteca! (ドッキリ図書室危機一髪!??, Dokkiri toshoshitsu kikiippatsu!?) - 003. Contesa ai bagni pubblici (おフロでキュキュキュ ♥?, Ofuro de kyukyukyu ♥) - 004. Le atroci lezioni supplementari (キョーフの居残り授業!?, Kyōfu no inokori jugyō!) - 005. Guerra tra ragazze: sfida a dodgeball (prima parte) (ドッジボール大勝負!!~闘え乙女たち~(前編)?, Dojjibōru ō shōbu!! ~Tatakae otome-tachi~ (zenpen)) - 006. Guerra tra ragazze: sfida a dodgeball (seconda parte) (ドッジボール大勝負!!~闘え乙女たち~(後編)?, Dojjibōru ō shōbu!! ~Tatakae otome-tachi~ (kōhen)) |                                      |                             |
| 2  | Negima: Magister Negi Magi 「Mahō Sensei Negima —魔法先生ネギま!」 | 12 agosto 2003 ISBN 4-06-363276-8    | 12 maggio 2010              |
| 2  | Capitoli - 007. Le Baka Ranger e il segreto della Biblioteca sull'Isola: operazione esame finale (prima parte) (バカレンジャーと秘密の図書館島~期末テスト大作戦その①?, Baka Renjā to himitsu no toshokan-jima ~ kimatsu tesuto daisakusen sono ichi) - 008. Le Baka Ranger e il segreto della Biblioteca sull'Isola: operazione esame finale (seconda parte) (バカレンジャーと秘密の図書館島~期末テスト大作戦その②?, Baka Renjā to himitsu no toshokan-jima ~ kimatsu tesuto daisakusen sono ni) - 009. Le Baka Ranger e il segreto della Biblioteca sull'Isola: operazione esame finale (terza parte) (バカレンジャーと秘密の図書館島~期末テスト大作戦その③?, Baka Renjā to himitsu no toshokan-jima ~ kimatsu tesuto daisakusen sono san) - 010. Le Baka Ranger e il segreto della Biblioteca sull'Isola: operazione esame finale (quarta parte) (バカレンジャーと秘密の図書館島~期末テスト大作戦その④?, Baka Renjā to himitsu no toshokan-jima ~ kimatsu tesuto daisakusen sono yon) - 011. Le Baka Ranger e il segreto della Biblioteca sull'Isola: operazione esame finale(quinta parte) (バカレンジャーと秘密の図書館島~期末テスト大作戦その⑤?, Baka Renjā to himitsu no toshokan-jima ~ kimatsu tesuto daisakusen sono go) - 012. e-Girl Life (eGirl Life☆?) - 013. Passeggiate di gruppo per bambini (ススメ!お子ちゃま散歩隊?, Susume! Oko-chama sanpotai) - 014. Il nemico di ieri è l'amico-rivale di oggi! (きのうの敵はきょうの強敵!?, Kinō no teki wa kyō no tomo!) - 015. Il professor Negi si sposa?! (ネギ先生、ご結婚!??, Negi sensei, go-kekkon!?) |                                      |                             |
| 3  | Negima: Magister Negi Magi 「Mahō Sensei Negima —魔法先生ネギま!」 | 17 novembre 2003 ISBN 4-06-363311-X  | 10 giugno 2010              |
| 3  | Capitoli - 016. La maga del Viale dei Ciliegi (桜通りの魔法使い?, Sakura-doori no mahōtsukai) - 017. Il suo nome è Evangeline! (その名はエヴァンジェリン?, Sono na wa Evanjierin) - 018. Un piccolo aiuto: entra in scena Kamo! (小さな助っ人、参上カモ!??, Chiisana suketto, sanjou kamo!?) - 019. Il giuramento di un uomo (più o meno...) (漢の誓い(‥らしい‥‥)?, Otoko no chikai (..rashii....)) - 020. Eh?! Un Pactio con Asuna?! (え!?アスナと契約っ!??, E!? Asuna to pakuteiō!?) - 021. Addestramento! (修業でござるよ♪?, Shugyō de gozaru yo ♪) - 022. Negi, stai sognando ad occhi aperti! (ネギ、無我夢中!!?, Negi, mugamuchū!!) - 023. Operazione black out nell'intero istituto! (prima parte) (学園都市大停電大作戦!!?, Gakuentoshi daiteiden daisakusen!!) - 024. Operazione black out nell'intero istituto! (seconda parte) (学園都市大停電大作戦!!?, Gakuentoshi daiteiden daisakusen!!) - 025. Operazione black out nell'intero istituto! (terza parte) (学園都市大停電大作戦!!?, Gakuentoshi daiteiden daisakusen!!) |                                      |                             |
| 4  | Negima: Magister Negi Magi 「Mahō Sensei Negima —魔法先生ネギま!」 | 16 gennaio 2004 ISBN 4-06-363330-6   | 10 agosto 2010              |
| 4  | Capitoli - 026. La prova del contratto! (契約の証!??, Keiyaku no akashi!?) - 027. Appuntamento segreto?! L'attacco delle cheerleader! (契約の証!? 秘密のデート!?応援少女隊、出撃!?, Himitsu no dēto!? Chiarīdāzu, shutsugeki!) - 028. Paura sullo Shinkansen (新幹線でケロケロパニック!??, Shinkansen de kerokero panikku!?) - 029. La spia... completamente svestita! (スパイとスッポンポン!??, Supai to supponpon!?) - 030. I segreti di Konoka e Setsuna! (このかと刹那の秘密の事情?, Konoka to Setsuna no himitsu no jijō) - 031. Mistero! L'enigmatica donna delle tre pergamene! (prima parte) (怪奇!京都·お札三昧女!!?, Kaiki! Kyōto ofudazanmai onna!!) - 032. Mistero! L'enigmatica donna delle tre pergamene! (seconda parte) (怪奇!京都·お札三昧女!!?, Kaiki! Kyōto ofudazanmai onna!!) - 033. Preghiera al grande Buddha di Nara! (大仏に願いを!? in 奈良?, Daibutsu ni negai o!? in Nara) - 034. Partenza da Kyoto: shock! Erano dei maghi?! (京都発·衝撃映像!!魔法使いは実在した!??, Kyōto hatsu, shōgeki eizō!! Mahōtsukai wa jitsuzaishita!?) |                                      |                             |
| 5  | Negima: Magister Negi Magi 「Mahō Sensei Negima —魔法先生ネギま!」 | 16 aprile 2004 ISBN 4-06-363362-4    | 9 settembre 2010            |
| 5  | Capitoli - 035. Love hunt! Caccia all'amore in piena notte! (真夜中に♥ゲッチュウ!!?, Mayonaka ni rabu gecchū!!) - 036. Labirinto di labbra (くちびる·ラビリンス?, Kuchibiru rabirinsu) - 037. Chi si aggiudicherà il bacio di Negi? (ネギのキッスは誰のモノ??, Negi no kissu wa dare no mono?) - 038. Il diario segreto di Nodoka! (のどかと秘密の絵日記!??, Nodoka to himitsu no enikki!?) - 039. Sopravvivenza nel loop senza uscita! (めくるめく·グルグルループ·サバイバル?, Mekurumeku guruguru rūpu sabaibaru) - 040. Per ritrovare la via smarrita... (迷い道を抜けるため‥‥?, Mayoi michi o nukeru tame....) - 041. Abbiamo un piano?! (我に秘策アリ!??, Ware ni hisaku ari!?) - 042. La guardia del corpo fa parte della Shinsengumi?! (prima parte) (用心棒は新撰組!??, Yōjinbō wa shinsengumi!?) - 043. La guardia del corpo fa parte della Shinsengumi?! (seconda parte) (用心棒は新撰組!??, Yōjinbō wa shinsengumi!?) |                                      |                             |
| 6  | Negima: Magister Negi Magi 「Mahō Sensei Negima —魔法先生ネギま!」 | 17 giugno 2004 ISBN 4-06-363392-6    | 13 ottobre 2010             |
| 6  | Capitoli - 044. Benvenuti al tempio principale! (総本山へおこしやす ♥?, Sōhonzan e okoshiyasu ♥) - 045. Al tempio principale... tutto tace? (総本山 沈黙!??, Sōhonzan chinmoku!?) - 046. Al tempio principale... la situazione è ardente! (総本山、燃ゆ!??, Sōhonzan, moyu!?) - 047. Riprendiamoci Konoka! (このかを取り戻せ!!!?, Konoka o torimodose!!!) - 048. È tempo di agire! (行動の時!!?, Kōdō no toki!!) - 049. Liberazione: il potere nascosto! (解放·秘められた力!?, Kaihō himerareta chikara!) - 050. Per Konoka! (このかのために‥‥?, Konoka no tame ni....) - 051. Il secondo avvento: Evangeline! (再臨·闇の福音!?, Sairin dāku Evanjieru!) - 052. Il tempo dei miracoli (奇跡の瞬間?, Kiseki no shunkan) - 053. I ricordi di Kyoto (思い出の京都?, Omoide no Kyōto) |                                      |                             |
| 7  | Negima: Magister Negi Magi 「Mahō Sensei Negima —魔法先生ネギま!」 | 17 settembre 2004 ISBN 4-06-363426-4 | 9 dicembre 2010             |
| 7  | Capitoli - 054. La mappa, la febbre e il cioccolato (地図とお熱とチョコレート ♥?, Chizu to onetsu to chokorēto ♥) - 055. Match del triangolo amoroso! (恋のトライアングル·マッチ!?, Koi no toraianguru macchi!) - 056. Gli esami di Negi e di Makie (ネギとまき絵と弟子入りテスト?, Negi to Makie to deshiiri tesuto) - 057. Sta in guardia: ti colpirò! (prima parte) (とどけ、一撃!?, Todoke, ichigeki!) - 058. Sta in guardia: ti colpirò! (seconda parte) (とどけ、一撃!?, Todoke, ichigeki!) - 059. Voglio darti un indizio... (テガカリをキミに‥‥?, Tegakari o kimi ni....) - 060. Come si usano le vere carte? (正しいカードの使い方??, Tadashii kādo no tsukaikata?) - 061. L'Impero Marshmallow Meridionale (南国マシュマロ帝国?, Nangoku Mashumaro teikoku) - 062. Tu-tum! Dichiarazione d'amore su un'isola del Sud... (ドキッ!南の島で、うちあけないで‥‥?, Doki! Minami no shima de, uchiakenaide....) |                                      |                             |
| 8  | Negima: Magister Negi Magi 「Mahō Sensei Negima —魔法先生ネギま!」 | 17 novembre 2004 ISBN 4-06-363451-5  | 10 gennaio 2011             |
| 8  | Capitoli - 063. In due da soli nella torre segreta (二人っきりの秘密の塔 ♥?, Futarikkiri no himitsu no tō ♥) - 064. Segui le orme della tua insegnante di magia! (魔法先生を追いかけろ!!?, Mahō sensei o oikakero!!) - 065. Il mio Superman! (だけのスーパーマン!?, Boku dake no Sūpāman!) - 066. La verità in un giorno di neve (雪の日の真実?, Yuki no hi no shinjitsu) - 067. Un bagno viscido e scioccante! (ドッキリぬるぬるバスタイム?, Dokkiri nurunuru basu taimu) - 068. Visita in una notte di tempesta (嵐の夜の訪問者?, Arashi no yoru no hōmonsha) - 069. Negi e Kotaro all'attacco! (出撃!ネギと小太郎!!?, Shutsugeki! Negi to Kotarō!!) - 070. Una ragione per cui combatti (戦う理由?, Tatakau riyū) - 071. La scelta di Negi (ネギの選択?, Negi no sentaku) |                                      |                             |
| 9  | Negima: Magister Negi Magi 「Mahō Sensei Negima —魔法先生ネギま!」 | 17 febbraio 2005 ISBN 4-06-363484-1  | 9 febbraio 2011             |
| 9  | Capitoli - 072. Scaldatevi, fanciulle! (もえろ 乙女たち!?, Moero otome-tachi!) - 073. Fuori tenero, dentro tosto! (外はフンワリ 中はシッカリ!?, Soto wa funwari naka wa shikkari!) - 074. In realtà, sono sempre stata qui... (実は ずっといました‥‥?, Jitsu wa zutto imashita....) - 075. La logica degli occhi umidi (濡れた瞳の論理?, Nureta hitomi no rojikku) - 076. Bizzarra esercitazione d'amore (prima parte) (恋のキテレツ予行演習?, Koi no kiteretsu yokō enshū) - 077. Bizzarra esercitazione d'amore (seconda parte) (恋のキテレツ予行演習?, Koi no kiteretsu yokō enshū) - 078. Va ora in scena... la disputa per accaparrarsi Negi! (開幕、ネギ争奪戦!?, Kaimaku, Negi sōdatsusen!) - 079. La dolce verità sul leggendario Albero del Mondo (世界樹伝説のあま~い真実 ♥?, Sekaiju densetsu no ama~i shinjitsu ♥) - 080. Un brutto presentimento alla vigilia del Festival (胸騒ぎの前夜祭?, Munasawagi no zen'yasai) |                                      |                             |
| 10 | Negima: Magister Negi Magi 「Mahō Sensei Negima —魔法先生ネギま!」 | 17 maggio 2005 ISBN 4-06-363529-5    | 7 aprile 2011               |
| 10 | Capitoli - 081. Il Mahora Festival ha inizio! (麻帆良祭、大開幕!?, Mahora-sai, daikaimaku!) - 082. Il Mahora Festival ha inizio... di nuovo?! (麻帆良祭、再スタート!??, Mahora-sai, sai sutāto!?) - 083. L'appuntamento con la libraia (本屋DEデート ♥?, Hon'ya DE dēto ♥) - 084. Kiss Machine Negi?! (キスマシーン·ネギ!??, Kisu mashīn Negi!?) - 085. Che sapore ha un adulto? (オトナの味ってどんな味??, Otona no ajitte donna aji?) - 086. Mirare all'amore dentro un ricordo (記憶の中の恋の照準?, Kioku no naka no koi no shōjun) - 087. Un cuore innamorato che non riesce più a nascondersi (隠しきれない恋心?, Kakushikirenai koigokoro) - 088. Rinascita: il leggendario torneo di arti marziali (復活!伝説の ♥ あぶな~い格闘大会?, Fukkatsu! Densetsu no ♥ abuna~i kakutō taikai) - 089. Battle Royal da batticuore fra persone forti! (強者だらけのドキドキ ♥ バトルロイヤル?, Tsuwamono darake no dokidoki ♥ batoru roiyaru) |                                      |                             |

## Volumi 11-20
| Nº | Titolo italiano Giapponese 「Kanji」 - Rōmaji | Data di prima pubblicazione            | Data di prima pubblicazione |
| Nº | Titolo italiano Giapponese 「Kanji」 - Rōmaji | Giapponese                             | Italiano                    |
| 11 | Negima: Magister Negi Magi 「Mahō Sensei Negima —魔法先生ネギま!」 | 17 agosto 2005 ISBN 4-06-363565-1      | 11 maggio 2011              |
| 11 | Capitoli - 090. Far quadrare i conti alla festa notturna (帳尻合わせ?の中夜祭?, Chōjiri awase? No chūya-sai) - 091. Impara la quintessenza del Cosplay! (コスプレの極意、教えマス ♥?, Kosupure no gokui, oshiemasu ♥) - 092. Il giuramento con un amico e rivale (宿敵との誓い?, Tomo to no chikai) - 093. All'attacco, Kotaro! Il torneo di arti marziali apre i battenti! (小太郎、出陣! いざ、開幕の武道会!!?, Kotarō, shutsujin! Iza, kaimaku no budōkai!!) - 094. Lotta senza quartiere: Tatsumiya VS. Fei Ku! (激戦! 龍宮VS古菲!!?, Gekisen! Tatsumiya VS Kū Fei!!) - 095. Scontro fra spirito tradizionale e nuove armi (魂伝承と新型兵器?, Tōkon denshō to shingata heiki) - 096. Il coraggio offre una chance di vittoria! (勇気が勝機!?, Yūki ga shōki!) - 097. Takamichi fa sul serio! (タカミチのホントの本気?, Takamichi no honto no honki) - 098. Alzati, Negi! (立つんだ! ネギ!!?, Tatsunda! Negi!!) - 099. Tecnica esplosiva segreta! (秘策炸裂!!?, Hisaku sakuretsu!!) |                                        |                             |
| 12 | Negima: Magister Negi Magi 「Mahō Sensei Negima —魔法先生ネギま!」 | 17 ottobre 2005 ISBN 4-06-363587-2     | 9 giugno 2011               |
| 12 | Capitoli - 100. Ricordi celati (秘められた記憶?, Himerareta kioku) - 101. L'autentico potere della forza bruta! (体力バカのホントの力?, Tairyoku baka no honto no chikara) - 102. Asuna in overflow?! (明日菜·オーバーフロー!??, Asuna ōbāfurō!?) - 103. Al Mahora Festival il mistero si infittisce! (どっぷりと、謎が深まる麻帆良祭?, Doppuri to, nazo ga fukamaru Mahora-sai) - 104. Il patto con Negi (ネギとの約束?, Negi to no yakusoku) - 105. Terrore nel nostro mondo? L'obiettivo di Chao (prima parte) (世にも恐怖な? 超の目的(前編)?, Yo ni mo kyōfu na? Chao no mokuteki (zenpen)) - 106. Terrore nel nostro mondo? L'obiettivo di Chao (seconda parte) (世にも恐怖な? 超の目的(後編)?, Yo ni mo kyōfu na? Chao no mokuteki (kōhen)) - 107. Eva, il generale prepotente (いじめっコ大将、エヴァ?, Ijimekko taishō, Eva) - 108. La scelta finale (究極の選択?, Kyūkyoku no sentaku) - 109. Storia di una maga cattiva (悪い魔法使いの物語?, Warui mahōtsukai no monogatari) |                                        |                             |
| 13 | Negima: Magister Negi Magi 「Mahō Sensei Negima —魔法先生ネギま!」 | 17 gennaio 2006 ISBN 4-06-363621-6     | 8 agosto 2011               |
| 13 | Capitoli - 110. Quel Kunere Sanders mi dà da pensare... (気になるアイツは、クウネル•サンダース?, Ki ni naru aitsu wa, Kūneru Sandāsu) - 111. L'abbagliante tecnica ninja di Kaede! (めくるめく楓忍法!!?, Mekurumeku Kaede ninpō!!) - 112. Kaede Ninpo: competizione al massimo! (楓忍法、全開勝負!!?, Kaede ninpō, zenkai shōbu!!) - 113. Ti aspetto nell'oscurità più nera! ♪ (まっ暗闇で待ってます♪?, Makkurayami de mattemasu ♪) - 114. Sono qui perché ci siete voi (みんながいるからボクがいる?, Minna ga iru kara boku ga iru) - 115. Love is power! - 116. Un finale per intenditori: il complotto continua ♥ (すすめ決勝! すすむ陰謀 ♥?, Susume kesshō! Susumu inbō ♥) - 117. Il ricongiungimento (父との再会!??, Chichi to no saikai!?) - 118. Le emozioni strette in pugno (すべての想いを両の拳に!?, Subete no omoi o ryō no kobushi ni!) - 119. Finale all'insegna del caos! (フィナーレdeてんやわんや?, Fināre de ten'yawan'ya) |                                        |                             |
| 14 | Negima: Magister Negi Magi 「Mahō Sensei Negima —魔法先生ネギま!」 | 17 aprile 2006 ISBN 4-06-363656-9      | 8 settembre 2011            |
| 14 | Capitoli - 120. Festa d'incoraggiamento per Negi ♥ (ネギ君を応援する会 ♥?, Negi-kun o ōen suru kai ♥) - 121. Il Magister Magi... è il magus Negi?! (ネギ•マジばれテル マギステル•マギ?, Negi maji bareteru magisuteru magi) - 122. Una storia d'amore semplice e appassionata ♥ (フツーでムチューな恋物語 ♥?, Futsū de muchū na koi monogatari) - 123. Il tumulto prima della diretta!!! (本番直前大騒動!!?, Honban chokuzen daisōdō!!) - 124. La straordinaria efficacia della magia dell'amore (恋の魔法のステキな効力?, Koi no mahō no suteki na kōryoku) - 125. La protagonista sei tu! (主役はキミだ!?, Shuyaku wa kimi da!) - 126. Un terribile attacco di cupidigia! ♥ (モーレツ!物欲アタック ♥?, Mōretsu! Butsuyoku atakku ♥) - 127. Il classico, vischioso, triangolo amoroso... scampato per un pelo! (トロトロ三角関係、危機一髪!!?, Torotoro sankaku kankei, kikiippatsu!!) - 128. Il fronte dell'amore e dell'amicizia (恋と友情の最前線?, Koi to yūjou no saizensen) - 129. La persona che desidero è una superstar (あこがれの人は有名人?, Akogare no hito wa sūpāsutā)           |                                        |                             |
| 15 | Negima: Magister Negi Magi 「Mahō Sensei Negima —魔法先生ネギま!」 | 17 agosto 2006 ISBN 4-06-363692-5      | 12 ottobre 2011             |
| 15 | Capitoli - 130. Il batticuore cede il passo all'assurdità! (ときめきデートはとんでもデート!?, Tokimeki dēto wa tondemo dēto!) - 131. Complesso dell'uomo maturo: momento culminante! (オジコン•クライマックス!!?, Ojikon kuraimakkusu!!) - 132. Prima dell'addio (サヨナラのその前に?, Sayonara no sono mae ni) - 133. Super-battaglia per il consiglio sulla strada da intraprendere! (スーパーバトル進路相談!!?, Sūpā batoru shinro sōdan!!) - 134. Kung-fu meccanico: a tutta velocità! (全開! カラクリ拳法!!?, Zenkai! Karakuri kenpō!!) - 135. Se non piangi tu, ti faremo piangere noi, Lin Shen Chao! (泣かぬなら、泣かせてみせよう、超 鈴音?, Nakanu nara, nakasete miseyō, Chao Rinshen) - 136. La squadra del piccolo Negi ♥ (チーム•ネギ坊主 ♥?, Chīmu Negi-bōzu ♥) - 137. Ufficio consulenza combattimenti da adulti ♥ (オトナ格闘相談室 ♥?, Otona kakutō sōdanshitsu ♥) - 138. Una giornata insolita per il Negi-Team (ネギ•パーティの異常な日常?, Negi pāti no ijō na nichijō) - 139. Vittoria assoluta della ragazza geniale! (天才少女の完全勝利?, Tensai shōjo no kanzen shōri) |                                        |                             |
| 16 | Negima: Magister Negi Magi 「Mahō Sensei Negima —魔法先生ネギま!」 | 17 ottobre 2006 ISBN 4-06-363732-8     | 7 dicembre 2011             |
| 16 | Capitoli - 140. La grande strategia segreta per liberare Negi! (ネギ救出㊙大作戦!!?, Negi kyūshutsu maruhi daisakusen!!) - 141. Assalto nudo e crudo ♥ (裸の付き合いで快進撃 ♥?, Hadaka no batoru de kaishingeki ♥) - 142. Infiltrazione! Carica! Squadra di soccorso Negi all'attacco! (潜入!突撃!ネギ救助隊!!?, Sen'nyū! Totsugeki! Negi kyūjotai!!) - 143. Paura: La verità di Death-Glasses! (恐怖!デスメガネの真実!!?, Kyōfu! Desu-megane no shinjitsu!!) - 144. L'amicizia, la vittoria e il ritrovarsi ♥ (友情!勝利!再会 ♥?, Yuujō! Shōri! Saikai ♥) - 145. Time Limit of Time Machine (タイムマシンのタイムリミット?, Taimu mashin no taimu rimitto) - 146. La grande strategia segreta per sconfiggere Chao!! (打倒、超!㊙大作戦!!?, Datō, Chao! Maruhi daisakusen!!) - 147. Tutti i particolari sul piano! (打倒•超計画の全貌!!?, Datō Chao keikaku no zenbō!!) - 148. Il fuoco incrociato della Grande Guerra del Mahora ♥ (麻帆良大戦ドンパチ ♥?, Mahora taisen donpachi ♥) - 149. Welcome, Negi-Team! ♥ (ウェルカムネギ•パーティ ♥?, Werukamu Negi pāti ♥)                          |                                        |                             |
| 17 | Negima: Magister Negi Magi 「Mahō Sensei Negima —魔法先生ネギま!」 | 17 gennaio 2007 ISBN 978-4-06-363774-8 | 11 gennaio 2012             |
| 17 | Capitoli - 150. Battaglia accanita, serrata, furiosa! Esercito magico del Mahora VS. super-scienza del futuro! (熱戦!接戦!大激戦!!麻帆良魔法軍団VS未来超科学!!!?, Nessen! Sessen! Daigekisen!! Mahora mahō gundan VS mirai chō kagaku!!!) - 151. Ricarica completa: la rinascita di Negi! (充電完了、ネギ復活!!?, Jūden kanryō, Negi fukkatsu!!) - 152. Farò fuoco solo su di te ♥ (キミだけを狙い撃ち ♥?, Kimi dake o nerai uchi ♥) - 153. Vai, piccolo Negi!! (いけ!ネギ坊主!!?, Ike! Negi-bōzu!!) - 154. Combatti, Magica Biblion! (戦え!魔法少女ビブリオン!??, Tatakae! Mahō Shōjo Biburion!?) - 155. Il momento del confronto (ネギ、見参!!?, Negi, kenzan!!) - 156. La forza di ognuno salverà il mondo (みんなの力が世界を救う!?, Min'na no chikara ga sekai o sukū!) - 157. Da che parte sta la giustizia? (正義は何処に!??, Seigi wa izuko ni!?) - 158. Il futuro è sulle spalle di tutti (誰もが未来を背負ってる!?, Dare mo ga mirai o seotteru!) - 159. La giustizia sta... con chi rimane! (勝ち残ったものこそが正義!!?, Kachinokottamono koso ga seigi!!)                           |                                        |                             |
| 18 | Negima: Magister Negi Magi 「Mahō Sensei Negima —魔法先生ネギま!」 | 17 aprile 2007 ISBN 978-4-06-363801-1  | 8 febbraio 2012             |
| 18 | Capitoli - 160. Affinché il mondo sia in pace ♥ (世界が平和でありますように ♥?, Sekai ga heiwa de arimasu yō ni ♥) - 161. Il futuro appartiene a tutti ♥ (未来はみんなのためのもの ♥?, Mirai wa min'na no tame no mono ♥) - 162. Zaijian, ci rivedremo in un futuro felice! (幸福な未来に再見!!?, Kōfuku na mirai ni saichen!!) - 163. Have a Break ♥ (Have a break ♥?) - 164. Magical Mischevous Spirit ♥ (prima parte) (マジカル悪戯魂 ♥?, Majikaru itazura supiritto ♥) - 165. Magical Mischevous Spirit ♥ (seconda parte) (マジカル悪戯魂 ♥ その②?, Majikaru itazura supiritto sono ni ♥) - 166. Il silenzio si fa gentile ♥ (沈黙ハ優しさナリ ♥?, Chinmoku wa yasashisa nari ♥) - 167. Negi sta crescendo ♥ (ネギ、育ってます ♥?, Negi, sodattemasu ♥) - 168. Qualche dormita ancora, ed ecco che arrivano le vacanze estive! ♪ (もーいくつ寝ると、夏休み♪?, Mō ikutsu neru to natsuyasumi ♪) |                                        |                             |
| 19 | Negima: Magister Negi Magi 「Mahō Sensei Negima —魔法先生ネギま!」 | 17 luglio 2007 ISBN 978-4-06-363850-9  | 11 aprile 2012              |
| 19 | Capitoli - 169. Sogno, realtà o illusione?! (夢か現か幻か!??, Yume ka utsutsu ka maboroshi ka!?) - 170. Folle test per la carica di presidente ♥ (とんでも部長就任テスト ♥?, Tondemo buchō shūnin tesuto ♥) - 171. Death Study! ♥ (prima parte) (death study ♥?) - 172. Death Study! ♥ (seconda parte) (death study ♥ その②?, Death study ♥ sono ni) - 173. Endless Death Study ♥ (endless death study ♥?) - 174. La parola chiave è... latte?! (キーワードはチチです!??, Kīwādo ha chichi desu!?) - 175. Istantanee di gioventù in un giorno d'estate (それは夏の日の青春の1コマであった.?, Sore wa natsu no hi no seishun no hitokoma de atta.) - 176. Negima Club (provvisorio) in fase di espansione ♥ (ネギま部(仮)増殖中 ♥?, Negima-bu (kari) zōshokuchū ♥) - 177. DEAD or ALIVE |                                        |                             |
| 20 | Negima: Magister Negi Magi 「Mahō Sensei Negima —魔法先生ネギま!」 | 17 ottobre 2007 ISBN 978-4-06-363898-1 | 9 maggio 2012               |
| 20 | Capitoli - 178. Estate, mare... Dichiarazioni?! (夏だ!海だ!告白だ!??, Natsu da! Umi da! Kokuhaku da!?) - 179. Quindi è lei la grande favorita?! (つまりあのコが大本命!??, Tsumari ano ko ga daihonmei!?) - 180. Scoppiano le Negi Wars ♥ (勃発!ネギ•ウォーズ ♥?, Boppatsu ! Negi Wōzu ♥) - 181. C'è una cosa che dovresti sapere... (言っておきたいことがある!?, Itte okitai koto ga aru!) - 182. Negi Partners a rapporto: preparativi ultimati! (ネギ•パーティ、準備万端!!?, Negi pāti, junbi bantan!!) - 183. Così tanti ricordi... ♥ (思い出がいっぱい ♥?, Omoide ga ippai ♥) - 184. Negi Partners, pronte per Londra! (ネギ•パーティ、ロンドンに立つ!!?, Negi pāti, Rondon ni tatsu!!) - 185. Starting Point: direzione futuro (未来の出発点?, Mirai no sutāteingu pointo) - 186. Welcome to Another World! (Welcome to Anotherworld!!?) |                                        |                             |

## Volumi 21-30
| Nº | Titolo italiano Giapponese 「Kanji」 - Rōmaji | Data di prima pubblicazione              | Data di prima pubblicazione |
| Nº | Titolo italiano Giapponese 「Kanji」 - Rōmaji | Giapponese                               | Italiano                    |
| 21 | Negima: Magister Negi Magi 「Mahō Sensei Negima —魔法先生ネギま!」 | 17 gennaio 2008 ISBN 978-4-06-363938-4   | 7 giugno 2012               |
| 21 | Capitoli - 187. I terrificanti compagni di Fate (凶悪!フェイト•パーティ?, Kyōaku! Feito pāti) - 188. I fortissimi compagni di Negi (強いぞ、ネギ•パーティ!!?, Tsuyoi zo, Negi pāti!!) - 189. Squadra Negi: disintegrazione! (壊滅!? ネギ•パーティ!!?, Kaimetsu!? Negi pāti!!) - 190. Carica energetica: 120% ♥ (エネルギー充塡120% ♥?, Enerugī jūten hyaku-ni-jū pāsento ♥) - 191. La promessa di quel giorno (あの日の約束?, Ano hi no yakusoku) - 192. I requisiti di un eroe (ヒーローの条件?, Hīrō no jōken) - 193. Una vera e propria taglia sulla testa! (まるごと賞金首!?, Marugoto shōkin kubi!) - 194. Maid in the Magical World (メイド•イン•魔法世界?, Meido in Mahō Sekai) - 195. Piano di restituzione di un milione di dracme (100万ドラクマ返済計画?, Hyakuman dorakuma hensai keikaku) |                                          |                             |
| 22 | Negima: Magister Negi Magi 「Mahō Sensei Negima —魔法先生ネギま!」 | 17 aprile 2008 ISBN 978-4-06-363971-1    | 9 agosto 2012               |
| 22 | Capitoli - 196. Un nuovo eroe nell'arena! (ニューヒーロー登場!!?, Nyū hīrō tōjō!!) - 197. Progetto "tre piccioni con una fava" ♥ (プロジェクト•一石三鳥 ♥?, Purojekuto isseki sanchō ♥) - 198. Duello all'ultimo sangue (命を賭けた決闘!!?, Inochi o kaketa kettō!!) - 199. L'ambulatorio del batticuore di Ako ♥ (亜子のドキドキ診察室 ♥?, Ako no dokidoki shinsatsu shitsu ♥) - 200. Vari tipi di forza (それぞれの「強さ」!?, Sorezore no tsuyosa!) - 201. Un'inedita combinazione maestro-discepolo ♥ (新•師弟コンビ誕生 ♥?, Shin shitei konbi tanjō ♥) - 202. Tutto adesso, Negi! (ネギ、今のすべて.?, Negi, ima no subete.) - 203. Yue, la ragazza magica (魔法少女•ユエ?, Mahō shōjo Yue) - 204. Se diventassi stupido... ♥ (バカになれたら‥‥ ♥?, Baka ni naretara.... ♥) |                                          |                             |
| 23 | Negima: Magister Negi Magi 「Mahō Sensei Negima —魔法先生ネギま!」 | 12 agosto 2008 ISBN 978-4-06-384021-6    | 6 settembre 2012            |
| 23 | Capitoli - 205. La strada del padre o quella della Master Eva?! (父の道か師の道か!??, Chichi no michi ka shi no michi ka!?) - 206. Un gradito rincontro ♥ (サイカイ.サイアイ ♥?, Saikai saiai ♥) - 207. Chance di vittoria ZERO?! (勝機ゼロ!!??, Shōki zero!!?) - 208. Limite (リミット?, Rimitto) - 209. Il ritorno di Negi! (帰ってきたネギ!?, Kaettekita Negi!) - 210. Fa' di ogni giorno un giorno proficuo... con energia e determinazione! ♥ (みんな元気に日々是精進 ♥?, Minna genki ni hibi kore shōjin ♥) - 211. Magical Girls... Magic Battle! ♥ (魔女っコ、マジバトル ♥?, Majokko, maji batoru ♥) - 212. Lacrime e insidie nel rally da 100kmsu scopa! ♥ (百キロ箒ラリー、ポロリも危険もアリアリよ ♥?, Hyaku kiro hōki rarī, porori mo kiken mo ariari yo ♥) - 213. Super Magical Girl Yue ♥ (スーパー魔法少女•ユエ ♥?, Sūpā mahō shōjo Yue ♥)                                                      |                                          |                             |
| 24 | Negima: Magister Negi Magi 「Mahō Sensei Negima —魔法先生ネギま!」 | 17 novembre 2008 ISBN 978-4-06-384061-2  | 10 ottobre 2012             |
| 24 | Capitoli - 214. Felice di vederti ♥ (あなたに会えてよかった ♥?, Anata ni aete yokatta ♥) - 215. Il piano per tornare nel mondo reale (始動!現実世界帰還作戦!!?, Shidō! Genjitsu sekai kikan sakusen!!) - 216. L'amore è un'illusione? (愛は幻???, Ai wa maboroshi??) - 217. È il momento di scegliere le tenebre! (闇と向き合う時は今!?, Yami to mukiau toki wa ima!) - 218. Tette in pericolo! (おっぱい危機一髪!!?, Oppai kikiippatsu!!) - 219. La portentosa Magia Erebea (驚異!闇の魔法!!?, Kyōi! Magia Erebea!!) - 220. Un solo cuore per il Negima Club! (ネギま部の心はひとつ!?, Negima-bu no kokoro wa hitotsu!) - 221. Che il festival abbia inizio !♥ (オ祭リ、始マリ ♥?, Omatsuri, hajimari ♥) - 222. Negi VS. Fate (ネギvs.フェイト?, Negi vs. Feito) |                                          |                             |
| 25 | Negima: Magister Negi Magi 「Mahō Sensei Negima —魔法先生ネギま!」 | 17 febbraio 2009 ISBN 978-4-06-384095-7  | 6 dicembre 2012             |
| 25 | Capitoli - 223. Negi's Partners VS. Fate's Partners (ネギ•パーティvs.フェイト•パーティ?, Negi pāti vs. Feito pāti) - 224. Che fuoriclasse, l'armata di bellissime donne di Fate! (スゴ腕!フェイト美少女軍団?, Sugo ude! Feito bishōjo gundan) - 225. Dichiarazione di guerra! (宣戦布告!!?, Sensen fukoku!!) - 226. La prego, le mutande! ♥ (パンツに願いを ♥?, Pantsu ni negai o ♥) - 227. Scontro totale! Negi's Partners VS. Fate's Partners (総力対決!! ネギ•パーティvs.フェイト•パーティ?, Sōryoku taiketsu!! Negi pāti vs. Feito pāti) - 228. Negi's Partners, adunata! (ネギ•パーティ集結!?, Negi pāti shūketsu!) - 229. La vera identità di Fate! (フェイトの正体!?, Feito no shōtai!) - 230. Ep. 1: "Rakan, il vagabondo" ♥ (EP1「旅立ちのラカン ♥」?, EP1 'Tabidachi no Rakan ♥') - 231. Ep. 1: "Il seguito di Rakan il vagabondo" ♥ (EP1「続•旅立ちのラカン ♥」?, EP1 'Zoku tabidachi no Rakan ♥') |                                          |                             |
| 26 | Negima: Magister Negi Magi 「Mahō Sensei Negima —魔法先生ネギま!」 | 15 maggio 2009 ISBN 978-4-06-384135-0    | 9 gennaio 2013              |
| 26 | Capitoli - 232. Ep. 1: "Rakan, il vagabondo" - continua ♥ (EP1「続々•旅立ちのラカン ♥」?, EP1 'Zokuzoku tabidachi no Rakan ♥') - 233. Ep. 1: "Rakan, il vagabondo" - per sempre ♥ (EP1「旅立ちのラカンよ永遠に ♥」?, EP1 'Tabidachi no Rakan yo eien ni ♥') - 234. Sua altezza reale imprigionata (捕らわれの姫御子?, Toraware no himemiko) - 235. L'avvento di Chichigami ♥ (チチガミ降臨 ♥?, Chichigami kōrin ♥) - 236. La squadra Nagi-Kojiro scende in campo! (ナギ•コジロー組、出陣!?, Nagi-Kojirō kumi, shutsujin!) - 237. La leggendaria entrata in guerra d'emergenza! (伝説緊急参戦!!?, Rejendo kinkyū sansen!!) - 238. Dichiarazione di totale sconfitta?! (完敗宣言!??, Kanpai sengen!?) - 239. Finale ♥ I paladini del coraggio (集結 ♥ユウキのミカタ?, Shūketsu ♥ yūki no mikata) - 240. Il massimo è stato fatto! Abbasso Rakan! (万全! 打倒•ラカン?, Banzen! Datō Rakan)                       |                                          |                             |
| 27 | Negima: Magister Negi Magi 「Mahō Sensei Negima —魔法先生ネギま!」 | 17 settembre 2009 ISBN 978-4-06-384182-4 | 7 febbraio 2013             |
| 27 | Capitoli - 241. Negi, il risveglio?! (ネギ、覚醒!!??, Negi, kakusei!!?) - 242. Negi, il Dio del Fulmine! (雷神•ネギ!?, Raijin Negi!) - 243. Rakan al 120%! (ラカン、120%!!?, Rakan, hyaku-ni-jū pāsento!!) - 244. Totale sconfitta di Negi?! (ネギ、完敗!??, Negi, kanpai!?) - 245. Ma io credo comunque in Negi! (それでもやっぱり、ネギを信じてる!?, Soredemo yappari, Negi o shinjiteru!) - 246. Vincerò per te! (勝利をあなたの為に!?, Shōri o anata no tame ni!) - 247. Piovono assi nella manica! (切り札, 乱舞!!?, Kirifuda, ranbu!!) - 248. E allora, verso la vetta (そして頂へー.?, Soshite, itadaki e.) - 249. Iniziazione ai segreti! (免許皆伝!?, Menkyo kaiden!) |                                          |                             |
| 28 | Negima: Magister Negi Magi 「Mahō Sensei Negima —魔法先生ネギま!」 | 17 novembre 2009 ISBN 978-4-06-384205-0  | 10 aprile 2013              |
| 28 | Capitoli - 250. Ritorniamo all'Istituto Mahora! (再び, 麻帆良学園へ!!?, Futatabi, Mahora Gakuen e!!) - 251. Un nuovo incontro col destino (運命との再開?, Unmei to no saikai) - 252. La mia Partner ♥ (ウチの剣士様 ♥?, Uchi no pātonā ♥) - 253. Sogni del pactio delle fanciulle tormentate ♥ (悩める乙女のパクチュ〜夢 ♥?, Nayameru otome no pakuchu~ mu ♥) - 254. Un altro che trama dietro le quinte?! (もう1人の黒幕!??, Mō hitori no kurumaku!?) - 255. Qual è la strada scelta da Negi? (どれがネギの選ぶ道!??, Dore ga Negi no erabu michi!?) - 256. Lettera d'invito dalle tenebre (闇からの招待状?, Yami kara no shōtaijō) - 257. Il piano di rientro nel mondo reale prende il via sul serio! (現実世界帰還作戦、本格始動!!?, Genjitsu sekai kikan sakusen, honkaku shidō!!) - 258. Verso il cuore del segreto del mondo! (世界のヒミツの核心へ!!?, Sekai no himitsu no kakushin e!!)              |                                          |                             |
| 29 | Negima: Magister Negi Magi 「Mahō Sensei Negima —魔法先生ネギま!」 | 17 febbraio 2010 ISBN 978-4-06-384245-6  | 9 maggio 2013               |
| 29 | Capitoli - 259. Scoppia la battaglia tra i grandi nel Mondo Magico! (勃発!? 魔法世界頂上バトル!!?, Boppatsu!? Mahō sekai chōjō batoru!!) - 260. Battaglia & Danza di altissimo livello ♥ (頂上バトル&超上流ダンス ♥?, Chōjō batoru & chōjōryū dansu ♥) - 261. Smack Smack Carnival ♥ (チュ～チュ～カーニバル ♥?, Chū chū kānibaru ♥) - 262. Smack Smack Carnival ♥ Episode 2 (チュ～チュ～カーニバル ♥ episode2?, Chū chū kānibaru ♥ episode2) - 263. Smack Smack Carnival ♥ Episode 3 (チュ～チュ～カーニバル ♥ episode3?, Chū chū kānibaru ♥ episode3) - 264. La porta della verità! (真実の扉!!?, Shinjitsu no tobira!!) - 265. L'erosione delle tenebre! (闇の侵食!?, Yami no shinsoku!) - 266. Faccia a faccia con la verità! (真実との対面!?, Shinjitsu to no taimen!) - 267. Papà e Mamma, storia del loro destino (父と母, その宿命の物語?, Chichi to haha, sono sadame no monogatari)                |                                          |                             |
| 30 | Negima: Magister Negi Magi 「Mahō Sensei Negima —魔法先生ネギま!」 | 17 maggio 2010 ISBN 978-4-06-384293-7    | 6 giugno 2013               |
| 30 | Capitoli - 268. Il declino dell'amore e del mondo (恋と世界の崩落?, Koi to sekai no hōraku) - 269. Fino ai confini del mondo... (世界の果てまで・・・。?, Sekai no hate made....) - 270. Rispondi! (答えを!?, Kotae o!) - 271. Sei in un bel guaio, spadaccino mercenario! (窮地!伝説の傭兵剣士?, Kyūchi! Densetsu no yōhei kenshi) - 272. FINAL ANSWER - 273. Ho fiducia in mio padre e nei miei compagni! (父と仲間を信じてる!!?, Chichi to nakama o shinjiteru!!) - 274. Negi's Partners, grande fuga! (ネギ・パーティ,大脱出!!?, Negi pāti, daidasshutsu!!) - 275. La rinascita di Cosmo Entelecheia (復活の｢完全なる世界｣?, Fukkatsu no 'Kozumo Enterekeia') - 276. Proprio perché siete compagni, siete la forza più grande! (仲間こそ最大の戦力!?, Nakama koso saidai no senryoku!) |                                          |                             |

## Volumi 31-38
| Nº | Titolo italiano Giapponese 「Kanji」 - Rōmaji | Data di prima pubblicazione             | Data di prima pubblicazione |
| Nº | Titolo italiano Giapponese 「Kanji」 - Rōmaji | Giapponese                              | Italiano                    |
| 31 | Negima: Magister Negi Magi 「Mahō Sensei Negima —魔法先生ネギま!」 | 17 agosto 2010 ISBN 978-4-06-384343-9   | 8 agosto 2013               |
| 31 | Capitoli - 277. Il mondo magico scompare?! (魔法世界、消滅!!??, Mahō sekai, shōmetsu!!?) - 278. Ci siamo! Scontro finale nel mondo magico (決着! 魔法世界頂上対決?, Kecchaku! Mahō sekai chōjō taiketsu) - 279. Unico desiderio: Negi's Partners! (唯一の希望はネギ・パーティ!!?, Yuiitsu no Kibō wa Negi Pāti!!) - 280. Il contrattacco delle fanciulle! (反撃の乙女達!!?, Hangeki no otome-tachi!!) - 281. Negi's Partners, tutto a babordo! Avanti a tutta velocità! (ネギ・パーティ、取舵一杯! 全速前進!!?, Negi pāti, torikaji ippai! Zensoku zenshin!!) - 282. Trova la chiave per la vittoria! (勝利の鍵を求めて!!?, Shōri no kagi o motomete!!) - 283. Attacco violento ad Asuna ♥ (明日菜にモーレツアタック♥?, Asuna ni mōretsu atakku ♥) - 284. La principessina imprigionata (捕らわれの姫御子?, Toraware no himemiko) - 285. La ricetta delle tenebre (闇の処方箋?, Yami no shohōsen) |                                         |                             |
| 32 | Negima: Magister Negi Magi 「Mahō Sensei Negima —魔法先生ネギま!」 | 17 novembre 2010 ISBN 978-4-06-384393-4 | 12 settembre 2013           |
| 32 | Capitoli - 286. Magia Erebea Vs. Negi's Partners (マギア・エレベアvs.ネギ・パーティ?, Magia Erebea vs. Negi Pāti) - 287. Istituto Mahora, tutti ai posti di combattimento! (麻帆良学園, 総員戦闘配置!!?, Mahora Gakuen, souin sentō haichi!!) - 288. Dichiarazione segreta ♥ (ヒミツの告白♥?, Himitsu no kokuhaku ♥) - 289. Annuncio di una risoluta serie di patti ♥ (決意の連パクチュウ意報発令中♥?, Ketsui no ren pakuchū-ihō hatsureichū ♥) - 290. La risoluzione di Fate (フェイトの決意?, Feito no ketsui) - 291. Agguanta le tenebre! (闇をその手に!!?, Yami o sono te ni!!) - 292. Last Project (最終目標攻略計画?, Rasuto purojekuto) - 293. Si aprono le ostilità! Last Battle! (開戦! ラストバトル!!?, Kaisen! Rasuto batoru!!) - 294. All'assalto, Ala Alba! (突撃せよ, 白い翼!!?, Totsugeki seyo, Ara Aruba!!) |                                         |                             |
| 33 | Negima: Magister Negi Magi 「Mahō Sensei Negima —魔法先生ネギま!」 | 17 febbraio 2011 ISBN 978-4-06-384439-9 | 10 ottobre 2013             |
| 33 | Capitoli - 295. L'ultima scelta! (最後の選択!!?, Saigo no sentaku!!) - 296. Giorni nostalgici (懐かしき日々?, Natsukashiki hibi) - 297. Cosmo Entelecheia (完全なる世界?, Kozumo Enterekeia) - 298. Non c'è un solo futuro! (未来は一つにあらず!?, Mirai wa hitotsu ni arazu!) - 299. La risposta di Negi VS. la risposta di Fate (ネギの答えVS.フェイトの答え?, Negi no kotae VS. Feito no kotae) - 300. Alla volta di Asuna! (明日菜のもとへ!!?, Asuna no moto e!!) - 301. Verso la battaglia che salverà il mondo! (世界を救う戦いへ!!?, Sekai o sukū tatakai e!!) - 302. Scontro totale! Cosmo Entelecheia VS. Ala Alba! (全面対決! 完全なる世界vs.白き翼!!?, Zenmen taiketsu! Kozumo Enterekeia vs. Ara Aruba!!) - 303. Last Dungeon, prima linea! (墓守り人の宮殿, 最前線!!?, Rasuto danjon, saizensen!) - 304. Scontro totale, round 2! (全面対決, ラウンド2!!?, Zenmen taiketsu, raundo 2!!) |                                         |                             |
| 34 | Negima: Magister Negi Magi 「Mahō Sensei Negima —魔法先生ネギま!」 | 17 maggio 2011 ISBN 978-4-06-384487-0   | 12 dicembre 2013            |
| 34 | Capitoli - 305. Verso Fate! (フェイトへ!?, Feito e!) - 306. Sconfiggere o essere sconfitti?! (倒すか? 飲まれるか!??, Taosu ka? Nomareru ka!?) - 307. Io credo in Negi! (それでもネギを信じてる!?, Soredemo Negi o shinjiteru!) - 308. Il piano migliore per ciò che è inespugnabile! (難攻不落への最善策!!?, Nankōfuraku e no saizen saku!!) - 309. Last Dungeon, temeraria grande invasione! (ラストダンジョン, 大胆不敵の大潜入!!?, Rasuto danjon, daitanfuteki no daisen'nyū!!) - 310. All'assalto, Ala Alba! (突撃, 白い翼!!?, Totsugeki, Ara Aruba!!) - 311. Il contrattacco di Fate (逆襲のフェイト?, Gyakushū no Feito) - 312. La disperata tecnica ninja in una situazione davvero difficile (絶対窮地の捨て身忍法?, Zettai kyūchi no sutemi ninpō) - 313. Non molleremo mai, fino alla fine! (あきらめない, 最後まで!?, Akiramenai, saigo made!) - 314. REBIRTH |                                         |                             |
| 35 | Negima: Magister Negi Magi 「Mahō Sensei Negima —魔法先生ネギま!」 | 17 agosto 2011 ISBN 978-4-06-384532-7   | 9 gennaio 2014              |
| 35 | Capitoli - 315. Verso la battaglia del destino! (宿命の戦いに向けて!?, Shukumei no tatakai ni mukete!) - 316. La "verità" dov'è?! (「真実」は何処に!??, 'Shinjitsu' wa doko ni!?) - 317. Countdown verso la distruzione! (崩壊へのカウントダウン!?, Hōkai e no kauntodaun!) - 318. Battaglia decisiva! (決戦!!?, Kessen!!) - 319. 1000% Battle! (1000%バトル!!?, Sen pāsento batoru!!) - 320. Non perderò, non posso perdere! (負けない, 負けられない!!?, Makenai, makerarenai!!) - 321. La battaglia a piena potenza di tutti quanti! (みんなの全力バトル!!?, Minna no zenryoku batoru!!) - 322. Mondo magico VS. Istituto Mahora! (魔法世界vs.麻帆良学園!!?, Mahō Sekai vs. Mahora Gakuen!!) - 323. È tornata Lady Paru! (帰ってきた! パル様号?, Kaettekita! Paru-sama-gō) - 324. Il grande segreto svelato! (明かされた秘密!!?, Akasareta toppu shīkuretto!!) |                                         |                             |
| 36 | Negima: Magister Negi Magi 「Mahō Sensei Negima —魔法先生ネギま!」 | 17 novembre 2011 ISBN 978-4-06-384577-8 | 6 febbraio 2014             |
| 36 | Capitoli - 325. La fine è ora! (決着は今!!?, Ketchaku wa ima!!) - 326. Il risveglio di Fate (目覚めのフェイト?, Mezame no Feito) - 327. Il gusto del caffè (コーヒーの味わい?, Cōfī no ajiwai) - 328. Sono sopravvissuti entrambi?! (生き残ったのはどっちだ!!??, Ikinokotta no wa dotchi da!!?) - 329. Un futuro da affidare! (託される未来!?, Takusareru mirai!) - 330. Rinascita dell'incubo! (悪夢の復活!!?, Akumu no fukkatsu!!) - 331. Istituto Mahora vs. Cosmo Entelecheia!! (麻帆良学園vs.完全なる世界!!?, Mahora Gakuen vs. Kozumo Enterekeia!!) - 332. Grande adunata delle compagne di classe! (クラスメイト大集結!!!?, Kurasumeito daishūketsu!!!) - 333. Salvate Asuna! Formazione da battaglia più forte, contrattacco massiccio! (明日菜を救え! 最強布陣, 猛反撃!!?, Asuna o sukue! Saikyō fujin, mō hangeki!!) - 334. Il ritorno ♥ della partner migliore! (再会 ♥ 最高のパートナー!!?, Saikai ♥ saikō no pātonā!!) - 335. Che tutte le creature tornino alla vita! (生きとし生ける者よ, 蘇れ!?, Ikitoshi ikeru mono yo, yomigaere!) |                                         |                             |
| 37 | Negima: Magister Negi Magi 「Mahō Sensei Negima —魔法先生ネギま!」 | 17 febbraio 2012 ISBN 978-4-06-384626-3 | 10 aprile 2014              |
| 37 | Capitoli - 336. Dopo la grande battaglia! (大戦一過!?, Taisen ikka!) - 337. Voglio aiutarlo! (力になりたい!?, Chikara ni naritai!) - 338. Progetto di sviluppo spaziale che fa innamorare ♥ (恋する宇宙開発計画 ♡?, Koisuru uchū hatsu keikaku ♥) - 339. Love Love Complex ♥ (ラブラブ・コンプレックス ♥?, Rabu rabu konpurekkusu ♥) - 340. Il frutto dell'amore è nato ♥ (愛の結晶、うまれました ♡?, Ai no kesshō, umaremashita ♥) - 341. Io farò il grande passo?! (私, 嫁ぎます!??, Watashi, totsugimasu!?) - 342. La vera natura del prezzo pagato! (代償の正体!?, Daishō no shōtai!) - 343. Addio per sempre (永遠の別れ?, Eien no wakare) - 344. Negi, il nemico delle donne! (女の敵・ネギ!?, Onna no teki, Negi!) - 345. Target: Professor Negi! (ターゲットはネギ先生!?, Taagetto wa Negi-sensei!) |                                         |                             |
| 38 | Negima: Magister Negi Magi 「Mahō Sensei Negima —魔法先生ネギま!」 | 17 maggio 2012 ISBN 978-4-06-384670-6   | 8 maggio 2014               |
| 38 | Capitoli - 346. Rivelazione? La grande favorita di Negi?! (発覚? ネギの大本命!!??, Hakkaku? Negi no daihonmei!!?) - 347. L'inarrestabile "mi piaci tanto"! (大好きが止まらない!!?, Daisuki ga tomaranai!!) - 348. Ti faremo sputare il rospo con tutte le nostre forze ♥ (全力で吐かせます ♥?, Zenryoku de hakasemasu ♥) - 349. Voglio proteggere Negi ♥ (ネギを守りたいっ♥?, Negi wo mamoritai ♥) - 350. Verso un viaggio senza fine (果てのない旅路へ?, Hate no nai tabiji he) - 351. Bye bye a tutti! (みんな、バイバイ!?, Minna, bai bai!) - 352. Memorie di cent'anni (百年の記憶?, Hyakunen no kioku) - 353. Avanti, verso il futuro (進め未来へ?, Susume mirai he) - 354. Straordinaria! L'investigatrice magica Yue ♥ (怪傑！魔法探偵・夕映 ♥?, Kaiketsu! Mahōtantei Yue ♥) - 355. 3°A, per sempre (3フォーエバー?, 3 Fōebā) |                                         |                             |